# Świadkowie Jehowy w Kambodży
Świadkowie Jehowy w Kambodży – społeczność wyznaniowa w Kambodży, należąca do ogólnoświatowej wspólnoty Świadków Jehowy, licząca w 2023 roku 1116 głosicieli, należących do 17 zborów. Na dorocznej uroczystości Wieczerzy Pańskiej w 2023 roku zgromadziło się 2545 osób. Działalność miejscowych głosicieli koordynuje japońskie Biuro Oddziału.

## Historia
W latach 30. XX wieku pionierzy działający w Sajgonie przez krótki czas prowadzili działalność kaznodziejską również w Phnom Penh. W czerwcu 1956 roku z Sajgonu przyjechał misjonarz Biblijnej Szkoły Strażnicy – Gilead – Joseph E. Babinski. W stolicy spotkał się z osobistym sekretarzem księcia Norodoma Sihanouka i uzyskał zgodę na przyjazd w grudniu 1958 roku czterech misjonarzy Szkoły Gilead. Zebrania zborowe odbywały się w językach: angielskim, chińskim, francuskim i wietnamskim, a wkrótce również w khmerskim. W roku 1961 przybyli misjonarze – William i Angela Samuelson. W roku 1963 przybyli kolejni misjonarze – George i Carolyn Crawford, a w roku 1964 Panayotis Kokkinidis. W roku 1965 dołączył do nich Long z Wietnamu, który zmarł dwa lata później. W 1972 roku władze Kambodży nie przedłużyły wiz misjonarzom, toteż musieli oni opuścić kraj. W roku 1975 miejscowi Świadkowie Jehowy opuścili kraj, przeprowadzając się do Francji.
Przez większą część tego okresu – do 1993 roku nie było tam Świadków Jehowy. W 1993 roku Crawford otrzymał zezwolenie Ministerstwa do Spraw Religii na działalność misyjną. Przyjechało dwóch misjonarzy. Na początku roku 1993 otwarto w stolicy kraju, Phnom Penh, biuro nadzorujące głoszenie „religii Jehowy”. Rok później działało 11 głosicieli w jedynym wówczas zborze.
W roku 1999 było 43 głosicieli. Dwa lata później utworzono kolejny zbór, a liczba głosicieli wzrosła do 103.
W 2004 roku utworzono trzeci zbór, a rok później w 7 zborach było 195 głosicieli. W 2007 roku liczba ta wzrosła do 276, w 2009 roku wyniosła 378 osób i w tym samym roku powstał kolejny zbór.
W 2008 roku wydano Chrześcijańskie Pisma Greckie w Przekładzie Nowego Świata (Nowy Testament) w języku khmerskim.
Pod koniec 2009 roku i na początku 2010 roku do kraju dotarli kolejni misjonarze ze 127. i 128. klasy Szkoły Gilead. W 2011 roku powstały dwa kolejne zbory, a liczba głosicieli wzrosła do prawie pół tysiąca. W 2012 roku zanotowano ich 598; powstały kolejne zbory. W roku 2014 w 14 zborach liczba głosicieli wzrosła do 852, w roku 2015 do 924, a w roku 2016 do 1021.
3 kwietnia 2021 roku Kenji Chichii, członek japońskiego Komitetu Oddziału, ogłosił wydanie Pisma Świętego w Przekładzie Nowego Świata w języku khmerskim. W związku z pandemią COVID-19 zorganizowano specjalne zebrania w trybie wideokonferencji. Tym językiem posługuje się ponad 1100 głosicieli. 
Kongresy regionalne odbywają się w języku khmerskim. Zebrania zborowe odbywają się w języku khmerskim, wietnamskim, chińskim i kambodżańskim migowym.

## Statystyki

### Liczba głosicieli (w tym pionierów)
Dane na podstawie oficjalnych raportów o działalności:
- najwyższa liczba głosicieli osiągnięta w danym roku służbowym[c] (liczby nad słupkami na wykresie)
- przeciętna liczba pionierów w danym roku służbowym (ciemniejszym odcieniem, liczby na słupkach wykresu; w przypadku braku miejsca na wykresie liczbę pionierów podano nad wykresem w nawiasie; od 2017 roku tylko liczba pionierów pełnoczasowych, bez pomocniczych).